# Malte Schiller
Malte Schiller (* 1982) ist ein deutscher Jazzmusiker (Saxophone, Klarinette, Querflöte, Komposition, Arrangement).

## Leben und Wirken
Malte Schiller wuchs in Wilsum auf. Nach dem Besuch der Musikschule Niedergrafschaft in Uelsen studierte er ab 2001 am ArtEZ Konservatorium Enschede und von 2002 bis 2007 Saxophon bei Martin Classen an der Hochschule für Künste Bremen. Er gewann 2002 mit der Band Bonuskäse bei Jugend jazzt, war Mitglied im Landesjugendjazzorchester Niedersachsen und ab 2003 im Bundesjazzorchester.
Schiller ist Mitglied der Nordwest Bigband, für die er arrangiert und komponiert. 2011 trat die Band mit Philip Catherine auf. 2006 legte er sein Debütalbum Connected (Laika Records) vor. Mit seinem großformatigen Ensemble Red Balloon legte er zwei Alben vor. Zudem arbeitete er mit der Leipziger Bigband Spielvereinigung Sued. Als Produzent war er für Peter Maffay und für Kenneth Dahl Knudsen tätig. Weiterhin dirigierte er auf dem Album Space Big Band (Double Moon Records 2021) die Knudsen / Rudzinskis Space Big Band.

## Preise und Auszeichnungen
Schiller war 2008 Finalist beim ArtEZ Composition Contest und 2011 Preisträger beim Wettbewerb Jazz-Comp-Graz. Mit seiner Bigband Red Balloon erhielt er 2012 den Europäischen Burghauser Nachwuchs-Jazzpreis. Ebenfalls 2012 erhielt er ein Arbeitsstipendium für innovative Musikproduktionen vom Niedersächsischen Ministerium für Wissenschaft und Kultur.

## Diskographische Hinweise
- Connected (Laika, 2005), mit Peter Schwebs, Philipp Pumplün, Oliver Poppe
- Red Balloon: The Second Time Is Different (Unit, 2012, mit Charlotte Greve, Uli Kempendorff, Viktor Wolf, Florian Menzel, Johannes Böhmer, Andrej Ugoliew, Jan Schreiner, Manuel Schmiedel, Andreas Waelti, Martin Krümmling)
- All the Way (Unit, 2012, mit Jan Olaf Rodt, Andreas Lang, Reini Schmölzer, Dan Weinstein, Lauren Franklin-Steinmetz, Liron Yariv, Sol Daniel Kim)
- Red Balloon: Not So Happy (Unit, 2014)
- Malte Schiller & Spielvereinigung Sued Sagen oder Nicht (Unit, 2016)